# ニャンちゅう
ニャンちゅうは、NHK教育テレビジョン→NHK Eテレに登場するパペット人形のキャラクターである。声は津久井教生（2023年3月放送分まで）→羽多野渉（2023年1月放送分から）が担当。

## 概要
地球生まれのネコ。5歳という設定である。ネズミの着ぐるみは「ネズミの気持ちを理解したい」という心意気を表わす。一人称は「ミー（me）」で、語尾に「ニャ」をよく付けるほか、「なんと」が「にゃんと」になるなど、「な」で始まる言葉も「にゃ」に代わる。そのキャラクターとダミ声のギャップを特徴とする。お饅頭が好物で、水を苦手とする。弱点として、フードを取るとくしゃみが止まらなくなる。
1992年4月、初代おねえさんである白石まるみの家に前から住みついている不思議なペットとして初登場した。1999年から出演番組が変遷するが、どの番組もおねえさんと共に進行を担当する。
「ニャンちゅうといっしょ」まではNHK教育テレビジョンの他番組のコーナーも内包していたが、「ニャンちゅうワールド放送局」以降は主に番組独自のコーナーを展開する。
1992年には同じくNHKのにこにこぷん（じゃじゃまる、ぴっころ、ぽろり）と共演した。
漫画「みどりのマキバオー」にベアナックルの子分として登場したことがある。

## 略歴
- 1992年4月11日：『母と子のテレビタイム土曜版』開始と共に初登場。当時の放送時間は1回60分。
- 1993年4月11日：『母と子のテレビタイム土曜版』が日曜日の夕方17:00に移動し、『母と子のテレビタイム日曜版』に改題された。
- 1997年：初登場から5周年を迎えた。
- 1999年4月11日：子ども番組ゾーンの名称が「母と子のテレビタイム」から「あつまれ!わんパーク」に変更され、『母と子のテレビタイム日曜版』も『あつまれ!わんパーク日曜版』に改題、リニューアルした。放送時間は変更なし。
- 2001年4月7日：『あつまれ!わんパーク日曜版』が、土曜日の夕方17:00に移動し、番組タイトルを『あつまれ!わんパーク土曜版』に改題。放送時間が50分に短縮される。ニャンちゅうがレギュラー出演する番組が土曜日の夕方17:00に放送されるのは『母と子のテレビタイム土曜版』が最後に放送された1993年3月以前以来、8年ぶり。
- 2002年：初登場から10周年を迎えた。
- 2003年4月12日：『あつまれ!わんパーク土曜版』が、放送時間はそのままに、番組タイトルを『ニャンちゅうといっしょ』に改題・リニューアル。当時の出演者全員は前作から引き続き出演。本作以降、ニャンちゅうがレギュラー出演する番組は全て「ニャンちゅう」が番組タイトルに含まれる冠番組となる。
- 2005年4月10日：『ニャンちゅうといっしょ』が、日曜日の夕方17:00からに移動し、『ニャンちゅうワールド放送局』に改題・リニューアル。ニャンちゅうがレギュラー出演する番組が日曜日の夕方17:00から放送されるのは『あつまれ!わんパーク日曜版』が最後に放送された2001年3月以前以来、4年ぶり。
- 2007年：初登場から15周年を迎えた。『ニャンちゅうワールド放送局』が、同年4月7日より土曜日の朝7:50に移動し、放送時間は30分に短縮。ニャンちゅうがレギュラー出演する番組が朝に放送されるのは史上初。
- 2008年4月6日：『ニャンちゅうワールド放送局』が、1年ぶりに日曜日の夕方17:00からの放送に戻る。放送時間は30分のまま。
- 2010年：5月より毎月最終日曜日の放送が休止に。
- 2011年4月10日：『ニャンちゅうワールド放送局』が、日曜日の夕方17:35からの放送に移動。放送時間は25分に短縮。
- 2011年10月2日：『ニャンちゅうワールド放送局』が、半年ぶりに日曜日の夕方17:00に戻る。
- 2012年：初登場から20周年を迎えた。
- 2014年9月24日：初登場から「22（ニャンニャン）周年」を記念し、日本コロムビアから映像作品「ニャ!ニャ!ニャ! ニャンちゅう」が発売される。
- 2017年：初登場から25周年を迎えた。
- 2018年4月8日：『ニャンちゅうワールド放送局』が、放送時間はそのままに、番組タイトルを『ニャンちゅう!宇宙!放送チュー!』に改題・リニューアル。BSプレミアムで毎週金曜日に再放送される。ニャンちゅうがレギュラー出演する番組として初の再放送を開始。
- 2022年：初登場から30周年を迎えた。同年4月10日より『ニャンちゅう!宇宙!放送チュー!』が日曜日の朝7:00からの放送に移動。ニャンちゅうがレギュラー出演する番組が日曜日の朝に放送されるのは史上初。これまでの日曜日の夕方17:00からの枠は朝に放送された回の再放送となり、ニャンちゅうがレギュラー出演する番組として初めて地上波での再放送を開始。2022年3月以前の毎月最終日曜日の放送休止が廃止され、再び毎週放送されるようになる。10月9日には歴代12人のお姉さんたちが出演する「ニャンちゅう!30周年スペシャル」が放送された[3]。
- 2023年4月6日：『ニャンちゅう!宇宙!放送チュー!』の放送時間が、長年続いてきた日曜日の夕方17時台の放送から木曜日の夕方16:10の放送に移動した。ニャンちゅうがレギュラー出演する番組の本放送が平日に放送されるのは史上初。日曜日の朝7:00からの放送は木曜日の放送分の再放送となる。また、毎月最終木曜日とその次の日曜日は放送休止となる。
- 2024年4月5日：『ニャンちゅう!宇宙!放送チュー!』の本放送が金曜日の夕方16:10からに移動。また、ニャンちゅうの冠番組としては13年ぶりに放送時間が30分になる。また、毎月最終金曜日とその次の日曜日は休止となる。

2025年4月3日 ：『ニャンちゅう!宇宙!放送チュー!』の放送時間の移動に伴い、本放送が日曜日の朝7:00に。再放送が水曜日の夕方16:30に移動。また、毎月最終日曜日とその次の水曜日は休止となる。

## アシスタント(お姉さん・お兄さん)
| 代 | 出演者     | 愛称・役名   | 出演期間                      | 番組名                        |
| -- | ---------- | ------------ | ----------------------------- | ----------------------------- |
| 1  | 白石まるみ | まるみちゃん | 1992年4月11日 - 1993年4月03日 | 母と子のテレビタイム土曜版    |
| 1  | 白石まるみ | まるみちゃん | 1993年4月11日 - 1995年3月26日 | 母と子のテレビタイム日曜版    |
| 2  | 古村比呂   | ひろちゃん   | 1995年4月02日 - 1997年4月06日 | 母と子のテレビタイム日曜版    |
| 3  | 石川ひとみ | ひとみちゃん | 1997年4月13日 - 1999年4月04日 | 母と子のテレビタイム日曜版    |
| 4  | 笹峰愛     | あいちゃん   | 1999年4月11日 - 2001年4月01日 | あつまれ!わんパーク日曜版     |
| 4  | 笹峰愛     | あいちゃん   | 2001年4月07日 - 2002年3月30日 | あつまれ!わんパーク土曜版     |
| 5  | 伊藤かずえ | かずちゃん   | 2002年4月06日 - 2003年4月05日 | あつまれ!わんパーク土曜版     |
| 5  | 伊藤かずえ | かずちゃん   | 2003年4月12日 - 2004年4月03日 | ニャンちゅうといっしょ        |
| 6  | 清水ゆみ   | ゆみちゃん   | 2004年4月10日 - 2005年4月02日 | ニャンちゅうといっしょ        |
| 7  | 菊地美香   | みかちゃん   | 2005年4月10日 - 2007年4月01日 | ニャンちゅうワールド放送局    |
| 8  | 鴻上久美子 | くみちゃん   | 2007年4月07日 - 2009年3月29日 | ニャンちゅうワールド放送局    |
| 9  | 柊瑠美     | ミルちゃん   | 2009年4月05日 - 2013年3月24日 | ニャンちゅうワールド放送局    |
| 10 | 河西里音   | りおんちゃん | 2013年4月07日 - 2015年3月22日 | ニャンちゅうワールド放送局    |
| 11 | 横田美紀   | みきちゃん   | 2015年4月05日 - 2018年4月01日 | ニャンちゅうワールド放送局    |
| 12 | 鎮西寿々歌 | タラスズ     | 2018年4月08日 - 2023年3月26日 | ニャンちゅう!宇宙!放送チュー! |
| 13 | 舞良       | マイラ       | 2023年4月06日 - 2024年3月24日 | ニャンちゅう!宇宙!放送チュー! |
| 14 | 日向未来   | ミライ       | 2024年3月28日 - 2025年3月23日 | ニャンちゅう!宇宙!放送チュー! |
| 15 | 川野快晴   | カイセイ     | 2025年4月06日 -               | ニャンちゅう!宇宙!放送チュー! |

## 関連商品
- DVD
  - ニャ!ニャ!ニャ! ニャンちゅう（日本コロムビア、2014年9月24日発売）
- CD
  - ニャンちゅうワールド放送局～どんぶらこ島へようこそ～（東芝EMI、2006年3月23日発売）
  - ニャンでもちゅうでもうたっちゃお～ニャンちゅうワールド放送局（日本コロムビア、2011年12月21日発売）
- BOOK
  - おえかきアミーゴ! ニャンちゅうえかきうたブック（学研マーケティング、2007年11月発売）
  - ニャンちゅうワールド放送局だいすき!ニャンちゅう（小学館、2012年7月13日発売）
- ぬいぐるみ等
  - パペットニャンちゅう（サンライク）
  - おしゃべりニャンちゅう（サンライク）

## 番組詳細（1992年度 - 2004年度）

### 概要
平日の『母と子のテレビタイム』『あつまれ!わんパーク』で放送している番組のコーナーを中心に構成され、随時ニャンちゅうとおねえさんとのやりとりの模様が挿入されていた。2005年度以降のメインコーナーとなる「世界のこども番組」もシリーズ開始当初から放送されていた。

### 放送時間
- 放送局：NHK教育テレビジョン

| 期間                         | 放送時間                   |
| ---------------------------- | -------------------------- |
| 1992年4月11日 - 1993年4月3日 | 土曜 17:00 - 18:00（60分） |
| 1993年4月11日 - 2001年4月1日 | 日曜 17:00 - 18:00（60分） |
| 2001年4月7日 - 2005年4月2日  | 土曜 17:00 - 17:50（50分） |

### 出演者
- 白石まるみ - 初代お姉さん（まるみちゃん） 
1992年4月11日から1995年3月26日まで出演。
- 古村比呂 - 2代目お姉さん（ひろちゃん）
1995年4月2日から1997年4月6日まで出演。
- 石川ひとみ - 3代目お姉さん（ひとみちゃん）
1997年4月13日から1999年4月4日まで出演。
- 笹峰愛 - 4代目お姉さん（あいちゃん）
1999年4月11日から2002年3月30日まで出演。
「お姉さんが料理の上手いところをニャンちゅうに見せる」という内容のコーナーで、たまごかけごはんを作る際、笹峰が卵を茶碗から盛大に零す等のハプニングが起こったエピソードは、ファンの間では伝説となっており、DVD「ニャ!ニャ!ニャ! ニャンちゅう」にも収録された[4]。
- 伊藤かずえ - 5代目お姉さん（かずちゃん）
2002年4月6日から2004年4月3日まで出演。
番組設定の職業はファンタジー作家。
- 清水ゆみ - 6代目お姉さん（ゆみちゃん）
2004年4月10日から2005年4月2日まで出演。
『ニャンちゅう』シリーズで唯一の1年間だけのお姉さんである。
- 坂田おさむ
1993年度のレギュラー出演者。1994年度から2004年度まで不定期でゲスト出演。
『おかあさんといっしょ』の7代目のうたのおにいさんで、1992年度放送の『母と子のテレビタイム土曜版』では『おかあさんといっしょ』のうたのおにいさんとして、「歌と体操」コーナーでレギュラー出演しており、また、本編ゲストとして複数回ニャンちゅうとお姉さんが出演するパートにも登場していた。1992年度末で『おかあさんといっしょ』を卒業した後、1993年度には年間通してニャンちゅうとお姉さんが登場するパートにレギュラー出演し、1994年度以降も準レギュラー格で定期的に出演していた。共演のお姉さん達からは、『おかあさんといっしょ』同様に「おさむおにいさん」と呼ばれていたが、ニャンちゅうからは「おさちゃん」と呼ばれている。
- フムフム（声：入江崇史）
本から本に渡り歩く虫。『母と子のテレビタイム日曜版』時代の1997年度に、石川ひとみが収集していた本の中に住み着いていたところを発見され初登場。『ニャンちゅうといっしょ』最終回（2005年4月2日）まで出演。
『ニャンちゅう』シリーズにおけるパペットサブキャラクターの元祖である。

### 番組拠点
1992年度から2004年度までは「ニャンちゅうとおねえさんが住んでいる家」となっており、「引っ越し」という設定でおねえさんの交代やスタジオセットの変更が行われる。
1992年度 - 1994年度
ニャンちゅうが元々住み着いていた家。1992年4月、白石まるみが入居。1995年4月、白石がアメリカに引っ越した後、家が取り壊されてしまう。
1995年度 - 1997年度
住所：ひまわりヶ丘3丁目
1995年4月、ニャンちゅうが住んでいた家が取り壊されてしまい、古村比呂邸に勝手に上がり込んで居候を決めてしまう。
1997年4月、古村が引っ越して入れ替わる形で石川ひとみが入居。
1998年4月、老朽化で雨漏りなどがひどく、静かに本を読める部屋が欲しいと新居への引っ越しを決断。ニャンちゅうと石川が一緒に退去。
1998年度 - 1999年度
住所：ひまわりヶ丘3丁目
1998年4月、ニャンちゅうと石川が一緒に入居。1999年4月、石川が引っ越して入れ替わる形で笹峰愛が入居。
2000年度 - 2001年度
住所：ひまわりヶ丘6丁目
2000年4月、ニャンちゅうと笹峰が一緒に入居。2年間使用。
2002年度 - 2003年度
住所：ひまわりヶ丘1丁目
マンション3階にある伊藤かずえ邸。
2004年度
清水ゆみ邸。

### オリジナルコーナー
ニャンちゅうといっしょ
- ニャンちゅうのレコード部屋
- うたっておえかき

### 内包番組
下記の番組のうち、「おかあさんといっしょ」、「ひとりでできるもん!」、「英語であそぼ」からはコーナーの内包に留まらず出演者がゲスト出演する事も多々あった。
- おかあさんといっしょ（1992年度のみ土曜の夕方再放送を内包。それ以外の年度も一部コーナーを放送。）
  - にこにこぷん（1992年度 - 1994年度）
  - ドレミファ・どーなっつ!（1995年度 - 1999年度）
  - ぐ〜チョコランタン（2000年度 - 2004年度）
- ひとりでできるもん!
- 英語であそぼ
- テレビ絵本（1992年度 - 1995年度）
- 音楽ファンタジー・ゆめ（1992年度 - 1998年度）
- ハッチポッチステーション
- いないいないばあっ!
- プチプチ・アニメ
- わくわく動物園
- マウスハウス（1999年度）
- ドリームス（1999年度）
- バジービー（1999年度）
- バーバパパ（1999年度 - 2000年度）
- くまの子ウーフ（2000年度）
- ベイビーフィリックス（2000年度）

### 1992年大晦日スペシャル
概要
シリーズ1年目の1992年、『母と子のテレビタイム』大晦日スペシャルの番組進行をニャンちゅうと白石まるみが担当。
オープニングとエンディングおよび各番組の間の5分コーナーのほか、14:25 - 15:35の70分枠で「ニャンちゅうシリーズ」のスペシャルを放送。
基礎情報
母と子のテレビタイムスペシャル わいわいワイドの大みそか まるごと6時間人気こども番組大集合
- 放送局：NHK教育テレビジョン
- 放送日時：1992年12月31日 木曜12:00 - 18:00

担当番組「まるみとニャンちゅうの大みそか」
- 放送時間：12:00 - 12:05、13:05 - 13:10、14:25 - 15:35、16:25 - 16:30、17:20 - 17:25、17:55 - 18:00（計95分）

### スタッフ

#### 1995年度 - 1996年度（2代目 古村比呂）
- 構成 - 永田悦雄
- キャラクターデザイン・人形制作 - 岡部久義
- 人形操作 - 大峡たか子、杉浦春江

#### 2003年度 - 2004年度（ニャンちゅうといっしょ）
- オープニングアニメーション - 福島治

#### シリーズ共通
- 制作 - NHKエデュケーショナル
- 制作・著作 - NHK

| NHK教育テレビジョン 土曜 17:00枠                                                                  | NHK教育テレビジョン 土曜 17:00枠                                                                                         | NHK教育テレビジョン 土曜 17:00枠                                                                                            |
| 前番組                                                                                            | 番組名 | 次番組 |
| ------------------------------------------------------------------------------------------------- | --- | --- |
| おかあさんといっしょ ※17:00 - 17:25おもしろ動物記 ※17:25 - 17:30テレビスポーツ教室 ※17:30 - 18:00 | 母と子のテレビタイム土曜版 （1992年4月11日 - 1993年4月3日）                                                              | おかあさんといっしょ ※17:00 - 17:25みんなのうた ※17:25 - 17:30ひとりでできるもん! ※17:30 - 17:45英語であそぼ ※17:45 - 18:00 |
| NHK教育テレビジョン 日曜 17:00枠                                                                  | | |
| 産業情報'93                                                                                       | 母と子のテレビタイム日曜版 （1993年4月11日 - 1999年4月4日） ↓ あつまれ!わんパーク日曜版 （1999年4月11日 - 2001年4月1日） | みんなの広場だ!わんパーク ※17:00 - 17:55みんなのうた ※17:55 - 18:00                                                         |
| NHK教育テレビジョン 土曜17:00枠                                                                   | | |
| みんなの広場だ!わんパーク ※17:00 - 17:55                                                          | あつまれ!わんパーク土曜版 （2001年4月7日 - 2003年4月5日） ↓ ニャンちゅうといっしょ （2003年4月12日 - 2005年4月2日）      | おかあさんといっしょ ※17:00 - 17:25幼稚園・保育所の時間セレクション ※17:25 - 17:40ミニ番組 ※17:40 - 17:50                   |